# Верешень
Верешень, Верешені (рум. Vărășeni) — село у повіті Біхор в Румунії. Входить до складу комуни Ребегань.
Село розташоване на відстані 397 км на північний захід від Бухареста, 40 км на південний схід від Ораді, 105 км на захід від Клуж-Напоки, 135 км на північний схід від Тімішоари.

## Населення
За даними перепису населення 2002 року у селі проживали 467 осіб, усі — румуни. Усі жителі села рідною мовою назвали румунську.